# Milano-Vignola 1993
La Milano-Vignola 1993, quarantunesima edizione della corsa, si svolse il 4 agosto 1993 su un percorso di 199 km. Fu vinta dall'italiano Alberto Elli, che concluse la gara in 4h47'10", alla media di 41,996 km/h.

## Ordine d'arrivo (Top 10)
| Pos. | Corridore            | Squadra       | Tempo    |
| ---- | -------------------- | ------------- | -------- |
| 1    | Alberto Elli         | Ariostea      | 4h47'10" |
| 2    | Massimo Podenzana    | Navigare      | s.t.     |
| 3    | Stefano Della Santa  | Mapei-Viner   | s.t.     |
| 4    | Andrea Ferrigato     | Ariostea      | a 35"    |
| 5    | Francesco Casagrande | Mercatone Uno | s.t.     |
| 6    | Davide Rebellin      | GB-MG Magl.   | ?        |
| 7    | Maurizio Fondriest   | Lampre-Polti  | ?        |
| 8    | Giorgio Furlan       | Ariostea      | ?        |
| 9    | Roberto Gusmeroli    | GB-MG Magl.   | ?        |
| 10   | Valter Bonča         | Jolly Comp.   | ?        |